# 1280

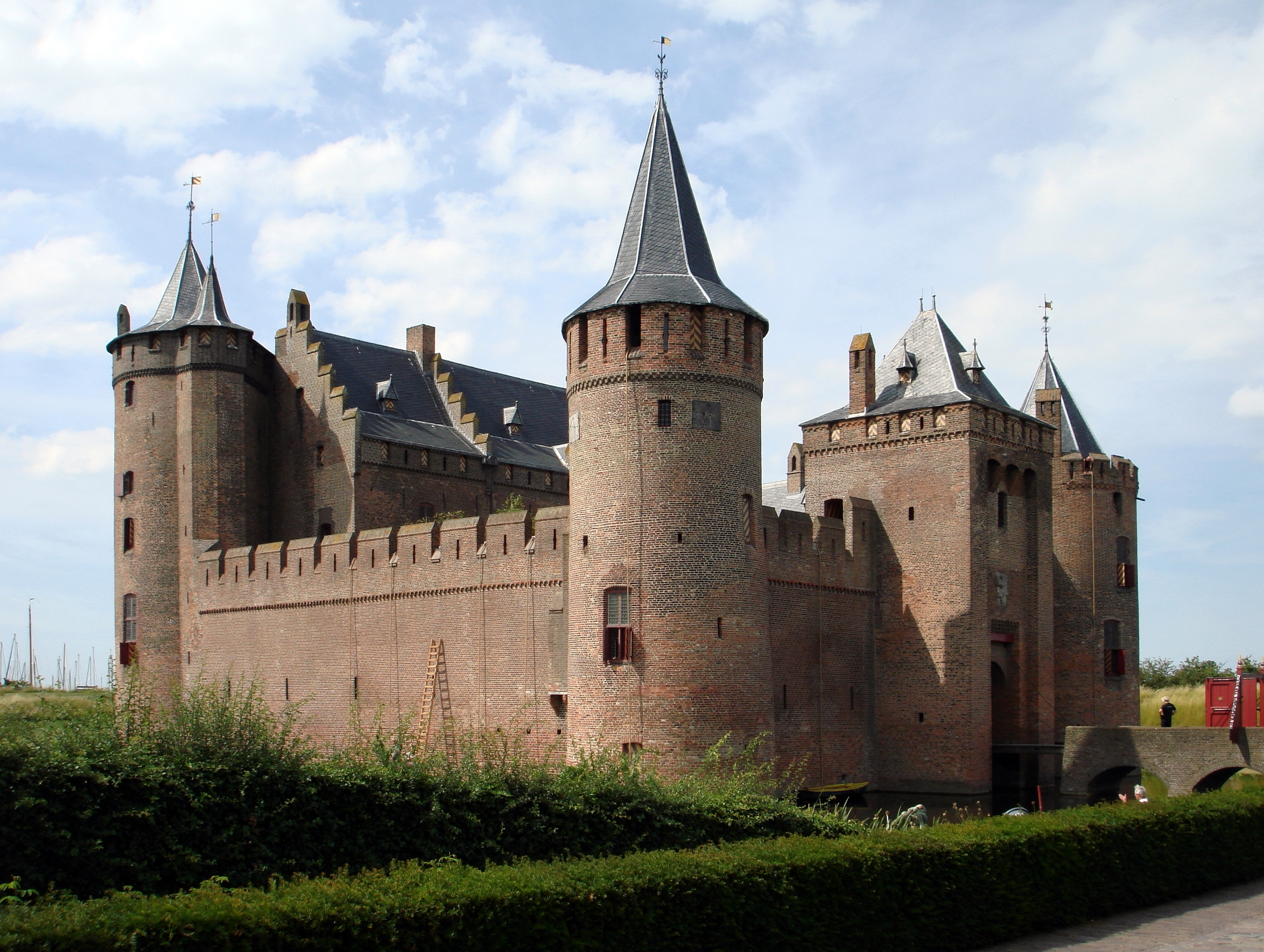
Het Muiderslot, mogelijk gebouwd door Floris V na aankoop van Het Gooi

Het jaar 1280 is het 80e jaar in de 13e eeuw volgens de christelijke jaartelling.

## Gebeurtenissen
- 6 mei - Floris V van Holland koopt van de zusters van de rijksabdij Elten het recht om in Het Gooi als landsheer op te treden.
- Stormvloed van 1280: Overstromingen in Noord-Nederland en Noord-Duitsland. Hierbij ontstaat de Lauwerszee.
- Peter III van Aragon slaat een opstand neer geleid door Rogier Bernard III van Foix
- De Poldervaart tussen Schie en Merwede wordt aangelegd.
- De Sint-Servaasommegang in Grimbergen wordt voor het eerst gehouden.
- oudst bekende vermelding: Baarn, Cool, Coxyde, IJpelaar, Looperskapelle, Rumsdorp, Teteringen, Zonhoven

## Opvolging
- Athene - Jan I opgevolgd door zijn broer Willem I
- Auvergne en Boulogne - Willem XI opgevolgd door zijn broer Robert VI
- Bulgarije - Ivan Asen III opgevolgd door George I
- Nevers - Yolande opgevolgd door haar zoon Lodewijk I
- Noorwegen - Magnus VI opgevolgd door zijn zoon Erik II
- Trebizonde - Georgios Megas Komnenos opgevolgd door zijn broer Johannes II Megas Komnenos
- Venetië - Jacopo Contarini opgevolgd door Giovanni Dandolo

## Afbeeldingen

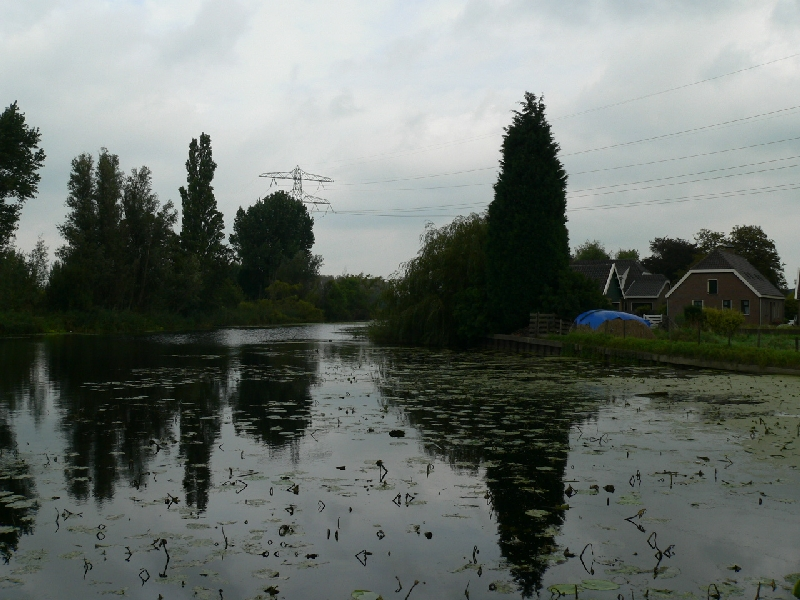
Poldervaart
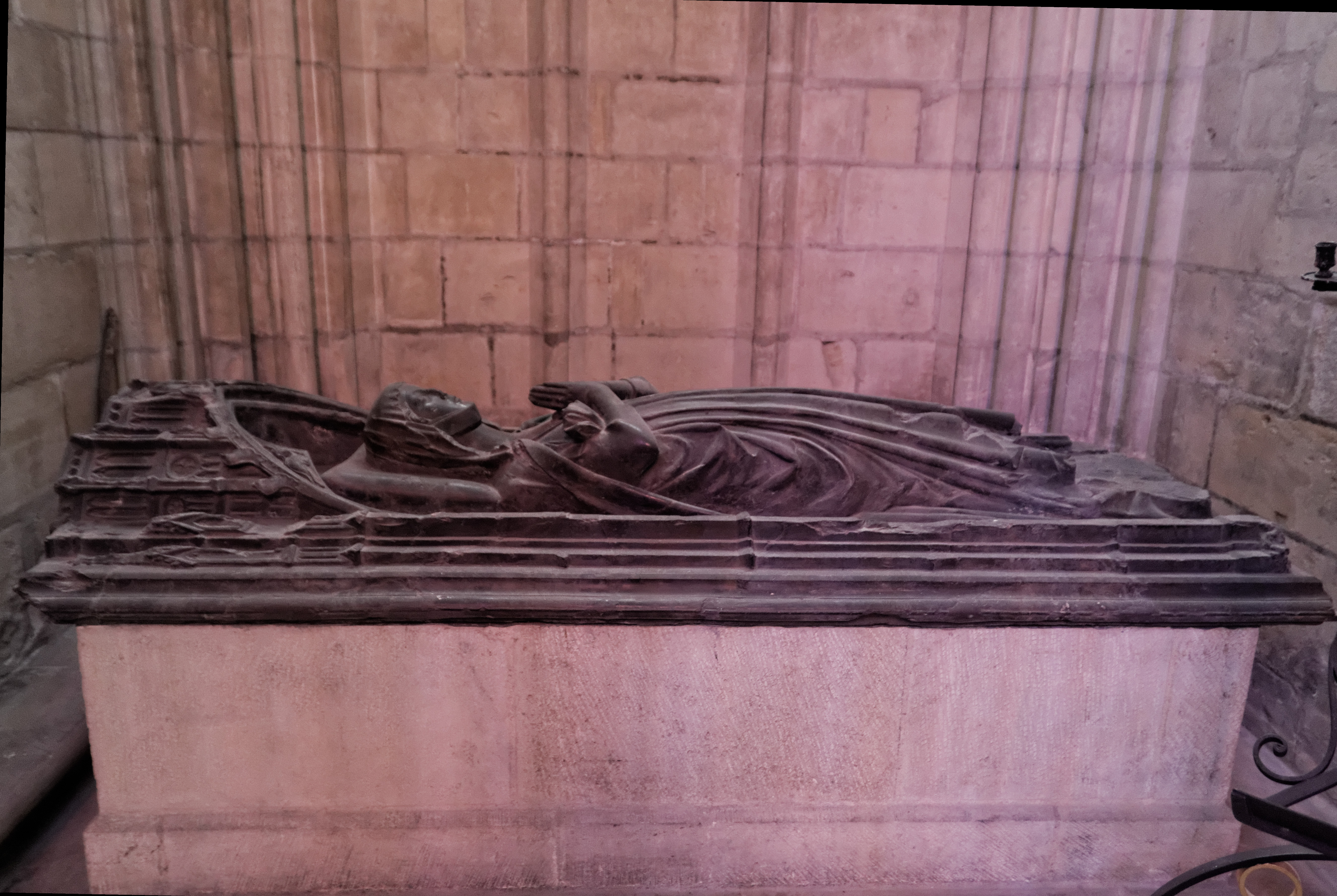
Graftombe van Yolande van Bourgondië
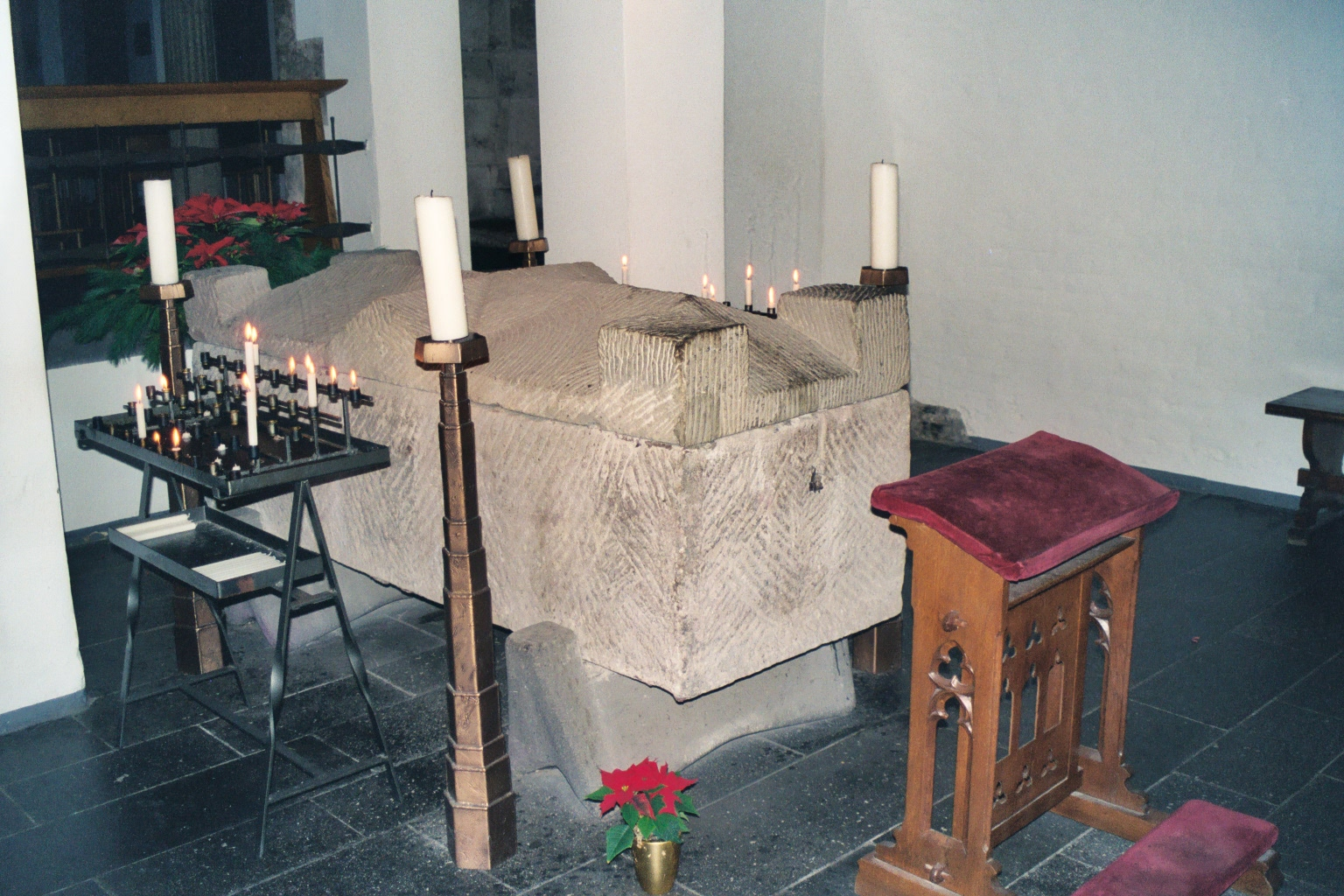
Graftombe van Albertus Magnus
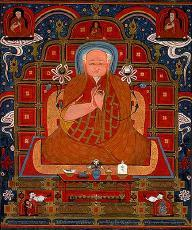
Phagspa

## Geboren
- Birger I, koning van Zweden (1290-1318)
- Rupert V van Nassau, graaf van Nassau (1298-1304)
- Ioannes Koukouzelis, Bulgaars componist (jaartal bij benadering)
- Marco I Visconti, Milanees krijgsheer (jaartal bij benadering)
- Pietro Lorenzetti, Italiaans schilder (jaartal bij benadering)
- Tino di Camaino, Italiaans beeldhouwer (jaartal bij benadering)
- Mechtild van Nassau, Duits hertogin en paltsgravin (jaartal bij benadering)

## Overleden
- 10 februari - Margaretha II (77), gravin van Vlaanderen (1244-1278) en Henegouwen (1244-1253)
- 9 mei - Magnus VI, koning van Noorwegen (1263-1280)
- 2 juni - Yolande van Bourgondië (32), gravin van Nevers
- 22 augustus - Nicolaas III (63), paus (1277-1280)
- 15 november - Albertus Magnus, Duits filosoof
- 22 november - Phagspa (45), Tibetaans geestelijke en staatsman
- Willem XI, graaf van Auvergne en Boulogne